# Flow-élmény
A flow-élmény az elme működésének egy olyan állapota, melynek során az ember teljesen elmerül abban, amit éppen csinál, amitől örömmel töltődik fel, abban teljesen feloldódik, minden más eltörpül mellette, bármi áron folytatni törekszik. Ezt, vagyis a pozitív filozófia fogalmát először Csíkszentmihályi Mihály fogalmazta meg, és azóta a szakterületen kívül is számos helyen hivatkozzák. Mérő László szerint Seligman, Fowler és Csíkszentmihályi fogalmazták meg a pozitív pszichológia tudományos irányzatát 1998. január első hetében.
A tudós szerint a flow-élmény egy teljesen összpontosult, a motivációt a maximumig fokozó élmény, melynek során az ember képes teljesen egy dologra figyelni, és megfelelően átélni saját érzelmeit a legjobb teljesítmény, vagy tanulás végett.
A flow-élmény egyik legbiztosabb jele, hogy ösztönösen, akár kitörő örömöt érzünk, miközben egy adott feladatot oldunk meg, de a flow-t úgy is le szokták írni, mint egy lebegést, amikor csak az adott feladatra fókuszálunk.

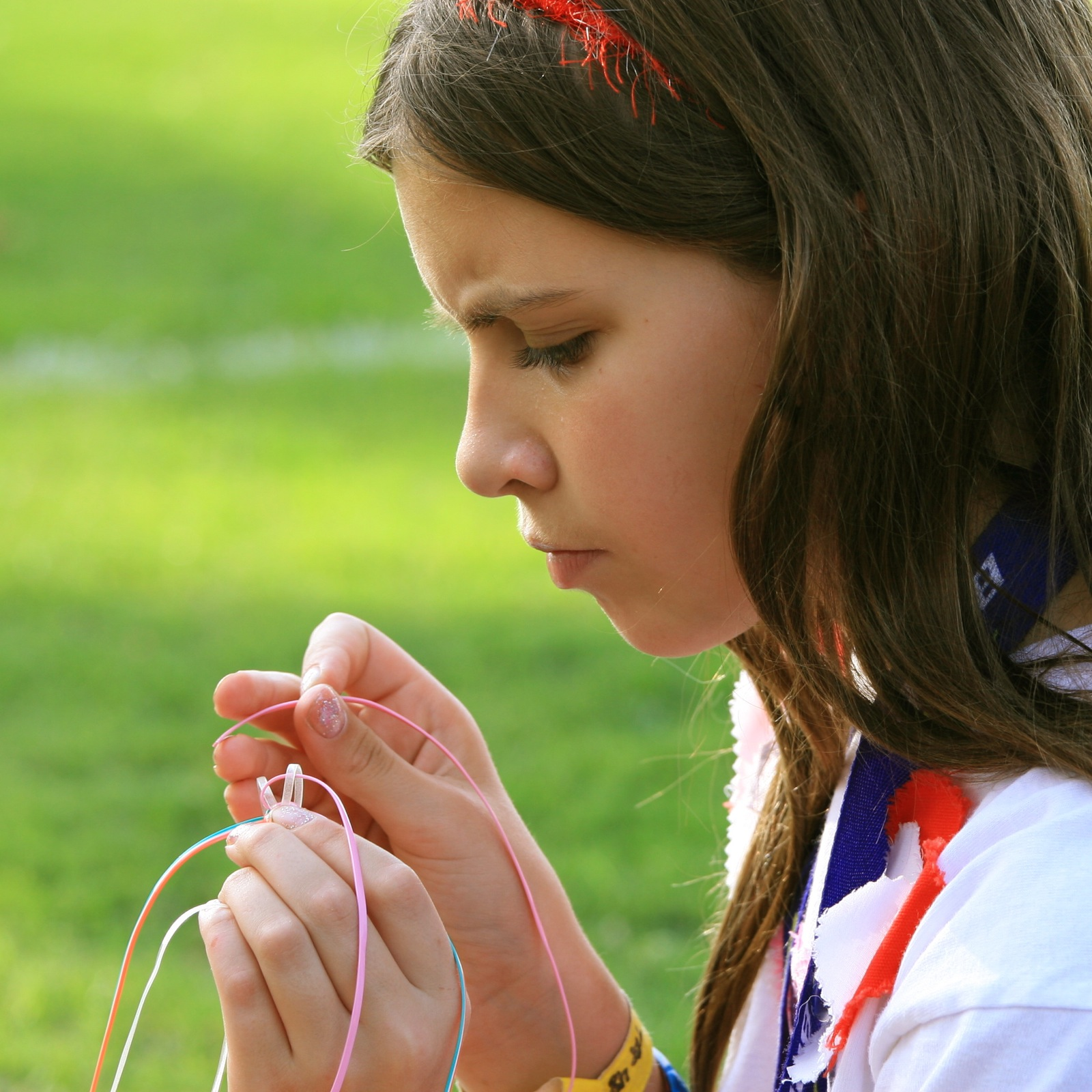
Cserkészlány elmélyülten

## A jelenség jellemzői
Az emberek a flow-élményt Csíkszentmihályi szerint a következőktől kísérve tapasztalják meg:
1. az illető képességeivel összhangban lévő, egyértelmű célok,
2. a tudat erős fókuszáltsága,
3. az öntudatosság tudatos észlelésének feloldódása; az Én-tudat eltűnik (zen érzés),
4. az időérzékelés megszűnik,
5. azonnali válasz a tevékenység alatt felmerülő jelzésekre (visszacsatol),
6. egyensúly az egyén képességei és a feladat nehézsége közt (a feladat nem túl könnyű, de nem is túl nehéz, éppen jó),
7. a szituáció feletti kontroll föladása – nem fél a menet alakulásától, a jelen a lényeg,
8. a tevékenység belülről jutalmaz, siker élmény, ezért nem megterhelő,
9. az illető teljesen elmerül abban, amit csinál, azonosul vele.

A flow-élményhez nem szükséges mindegyik jellemzőnek teljesülnie.
Zenészek, sportolók tipikusan átélhetik a flow-t a munkájuk során, de szoftverfejlesztők és részvénytőzsdei kereskedők is számot adtak már a jelenségről. Emellett a több keleti vallás által is tanított „egységérzés”, azaz az univerzummal való eggyé válás érzése is legalábbis roppant közeli rokona a Csíkszentmihályi által flow-ként leírt állapotnak.
Csíkszentmihályi Mihály pszichológus ezt írta: 
„Amikor folyóparton ülünk, és figyeljük az elhaladó vizet, megláthatjuk a flow szépségét működés közben. A víz természetesen áramlik és mozog, biztos irányba. Energiája, ereje, bizonyossága van, ebből a kombinációból nyugalom és a világgal való egység érzete árad. A legjobb pillanatok általában akkor következnek be, amikor egy ember teste és tudata önként vállalt erőfeszítésben végső határáig megfeszült, hogy valami nehezet és érdemlegeset alkosson."

Sokan azért veszítik el szabadságukat és válnak tússzá, mert nem élvezik azokat a dolgokat, amelyeket meg kell tenniük. A sportolóknak, zenészeknek, jó vezetőknek meg kell tenniük azokat a dolgokat, amelyeket talán nem szeretnek, de arra trenírozzák magukat, hogy élvezzék azt, ami ahhoz szükséges, hogy elérjék végleges céljukat. A különböző foglalkozásokat kutatva Csíkszentmihályi felfedezte, hogy amikor az emberek optimális vagy csúcsteljesítményt nyújtanak, megfeledkeznek magukról, az időről, a gondokról. Megjegyzi, hogy ezt a flow-t sokan félreértelmezik egyfajta transzállapotként, és a passzív szabadidős tevékenységeknél is keresik. „A legtöbben annyira várják, hogy otthon lehessenek és lazítsanak. Aztán hazaérnek, és nem tudják, mit csináljanak. Nincs előttük nehézség, ezért a TV előtt ülnek és depressziósak”.
A brazil futball-legenda, Pelé így írta le azokat a napokat, amikor minden "szokatlanul" rendben ment: „furcsa nyugalmat éreztem, amilyet azelőtt nem tapasztaltam semmilyen más játékban. Egyfajta eufória volt. Úgy éreztem, egész nap tudnék futni anélkül, hogy elfáradnék, hogy végig tudnám cselezni bármelyik csapatot, vagy akár az összeset, hogy fizikailag át tudnék hatolni rajtuk. Úgy éreztem, sebezhetetlen vagyok.”
A flow akkor következik be, amikor testünk, intellektusunk, érzelmeink és szellemünk természetes módon összehangolódik, és egy bizonyos tudatállapot övezetében tart minket. Amikor ilyen, meditációhoz közeli tudatállapotban dolgozunk, nagyobb az energiánk, a koncentráló képességünk és hatóképességünk, mint amikor megszokott módon dolgozunk valamin. A flow segít, hogy örömet találjunk a legtöbb rutintevékenységben, például az ismétlődő gyakorlásban vagy készségeink fejlesztésében.

## A flow-élmény felismerésének és elérésének módjai
Az elmélet a flow-élmény felismerésének és elérésének nyolc elemét írja le:
1. Legyenek világos céljaid. Belső látásodon keresztül tudod, hogy mit akarsz, és mit kell tenned. A cselekvés és a tudatosság ötvöződik, és ellazítja az elmét.
2. Kapj azonnali visszajelzést. Minden pillanatban érezd, hogy hol tartasz, és közelebb jutottál-e a célodhoz. Bízz az intuícióidban (Azon folyamat megnevezése, mely során az észlelés látszólag nem gondolkodási és következtetési folyamatok során történik. A folyamat egy következtetés vagy belátás végeredményét adja anélkül, hogy az ehhez vezető gondolati lépések tudatosulnának.), és hagyatkozz belső és külső készségeid tudására.
3. A nehézségeket válaszd meg készségeid szerint. A nehézségek ne legyenek se túl kicsik, se túl nagyok, és biztosítsák a folyamatos tanulás érzését. A tevékenység igazodjon készségeid szintjéhez, vagy némileg haladja meg azt. Majd állandóan emeld a lécet, hogy teljesítményed javuljon.
4. Koncentrálj. Figyelmed fogd kizárólag arra, amit éppen csinálsz. Ne engedd, hogy belső szétszórtság vagy külső tevékenységek megosszák vagy elvonják a figyelmedet.
5. Tiszta tudattal működj az adott pillanatban. Rekeszd ki a mindennapi sérelmeket és zavaró körülményeket. Tanuld meg a „csőlátás” alkalmazását, hogy kiiktasd azokat a tényezőket, amelyeket nem tudsz befolyásolni.
6. Érezd, hogy kézben tartod a dolgokat. Legyen önbizalmad, hogy ura vagy önmagadnak, cselekedeteidnek és környezetednek. Nem szorongsz egy kudarctól.
7. Szüntesd meg az én tudatod. Fókuszálj a tevékenységre úgy, hogy közben felülemelkedsz éneden, megfeledkezel róla, és kirekesztesz minden önkritikát. Így eggyé válsz a tevékenységgel. Ebben az állapotban megszűnnek az önkételyek, beleértve a fizikai és érzelmi aggodalmakat is.
8. Ismerd fel, amikor az időérzéked átalakul. Az idő a te élményedhez igazodik azáltal, hogy a tevékenység ritmusát, nem pedig a napi külső időt követed. Az idő lelassulhat, felgyorsulhat, vagy meg is állhat.
A flow érzése a szabadság jele. A flow azonban mégsem tudatos cselekvés, hanem inkább olyan tudatállapot, amelyet hagyunk, hogy megtörténjen. Tudatosságunk megzavarhatja a flow-t. Mihelyt eltávolítjuk az akadályokat, felismerhetjük, amikor bekövetkezik. Ehhez mindig szükséges a pillanatban való jelenlét. Ha a múltban élünk, vagy a jövőben, nem éljük át a tevékenység örömét. Tanuljuk meg szeretni a jelent, mondj igent rá, bármi legyen is az, és értékeld az élet szépségét, bárhol is vagy.

## Etimológia
A flow, vagyis „áramlat” elnevezést onnan kapta a jelenség, hogy Csíkszentmihályi 1975-ben számos interjút készített ezzel kapcsolatban, melyekben az alanyok ezt a fajta élményt úgy írták le, mint a vizet, mely tovább sodorja őket. Pszichológiai értelemben a „flow” egy adott cselekvésben történő lebegést jelent.

## A flow-ban maradást nehezítő tényezők
A flow-élmény fenntartását legtöbbször apátia, unalom vagy idegesség nehezítheti. Az apátia főként akkor jelenthet gondot, ha az elénk tárt feladatok nem nyújtanak megfelelő kihívást, és képességeink is alacsony szintűek, így nem mutatunk érdeklődést a feladat iránt. Az unalom akkor lép fel, amikor az adott kihívás alacsony, azonban a képességeink messze meghaladják ezt a kihívást. Végül pedig az idegesség akkor állhat be, amikor az elénk táruló feladatok annyira nehezek, hogy azok stresszhez vezetnek. A flow-élmény ezzel szemben akkor jelentkezik, amikor a kihívás megfelel a képességi szintnek.

## Kik érhetik el legkönnyebben a flow-élményt?
Csíkszentmihályi feltevése szerint bizonyos személyiségjegyekkel rendelkező emberek könnyebben és gyakrabban átélhetik a flow-élményt, mint mások. Ezek a személyiségjegyek a kíváncsiság, a kitartás, a nem öncentrikusság és, hogy szeresse a különböző kalandokat pusztán saját magukért végezni. Mindezek leginkább az autotelikus beállítottságú emberekre jellemzőek. Habár kifejezetten az autotelikus személyiséggel kapcsolatban nem sok releváns/ megfelelő kutatás készült még, kutatások azonban tényleg felfedték, hogy néhányan gyakrabban élik át a flow-élményt, mint mások.

## Flow a munkahelyen
A flow-állapot feltételei, amikor a kihívások és a képességek egyensúlyban vannak, kiemelkedően fontos szerepet játszanak a munkahelyen. Mivel a flow összefüggésben van a teljesítménnyel, fejlesztése konkrét hatással lehet a munkahelyi elégedettségre és a teljesítmény növelésére.
Flow kutatók, mint Csíkszentmihályi, hiszik, hogy bizonyos beavatkozások fejleszthetik és növelhetik a flow-t és ezen keresztül az emberek olyan belső, intrinzik jutalmakat nyerhetnek, melyek a kitartásra ösztönöznek. Csíkszentmihályi hangsúlyozza annak fontosságát, hogy olyan környezetet és tevékenységeket találjunk, amelyek elősegítik a flow élményt, majd ezután azonosítsuk és fejlesszük azokat a személyes jellemzőinket, amelyek hozzásegítenek a flow átéléséhez. Ezeknek a módszereknek az alkalmazása a munkahelyen javíthatja a morált azáltal, hogy segíti egyfajta megnövekedett boldogság és teljesítményérzet kialakulását. Ezek azután korrelálhatnak nagyobb teljesítménnyel.
Coert Visser, Csíkszentmihályi "Jó üzlet – vezetés, áramlat és az értelem" című könyvének összefoglalójában bemutatja Csíkszentmihályi számos gondolatát, többek között a "jó munka", fogalmát, amikor "az ember élvezi, hogy a lehető legjobban teljesít, miközben hozzájárul valamihez, ami önmagán túlmutat". Eszközöket is a rendelkezésünkre bocsát, melyekkel vezetők és alkalmazottak is megteremthetik azt az atmoszférát, amely a jó munkát segíti elő. Egyes tanácsadók az Experience Sampling Form (EMS) használatát javasolják munkahelyi csoportoknak és az egyéneknek is annak érdekében, hogy meghatározhassák, mire mennyi időt fordítanak és hogy hová kellene a fókuszt irányítani a flow élmény növekedésének érdekében.

A flow elérésének érdekében Csíkszentmihályi 3 feltételt határoz meg:
1. tiszta célok,
2. azonnali visszajelzés, feedback,
3. a lehetőségek és a kapacitás egyensúlya.

Csikszentmihályi kiemeli, hogy a flow-élmények növekedése hozzásegíti az embereket a "komplexitás irányában való növekedéshez". A teljesítmény növekedésével kivirulnak, aminek együttjárásaként fejlődik az "érzelmi, kognitív és társas komplexitásuk". Csíkszentmihályi hangsúlyozza, hogy az olyan munkahely, ami támogatja a flow élményt és a személyes növekedést, növeli az alkalmazottak boldogságérzetét és hatékonyságát.

## Fordítás
- Ez a szócikk részben vagy egészben  a   Flow (psychology) című angol Wikipédia-szócikk fordításán alapul.  Az eredeti cikk szerkesztőit annak laptörténete sorolja fel. Ez a jelzés csupán a megfogalmazás eredetét és a szerzői jogokat jelzi, nem szolgál a cikkben szereplő információk forrásmegjelöléseként.